# SN 2004ii
SN 2004ii – supernowa typu Ia odkryta 3 listopada 2004 roku w galaktyce A001651-0024. W momencie odkrycia miała maksymalną jasność 20,70m.